# Ukrainische Sowjetrepublik
Die Ukrainische Sowjetrepublik (ukrainisch Українська радянська республіка) war ein Staat auf dem Territorium der heutigen Ukraine im März und April 1918. Sie war eine Phase der so genannten Sowjetukraine 1917–1922 von der ersten Ausrufung der Ukrainischen Volksrepublik bis zur Gründung der Sowjetunion.

## Ukrainische Volksrepublik der Sowjets
Am 30. Dezember 1917 wurde durch das Allukrainische Zentrale Exekutivkomitee die Ukrainische Volksrepublik der Sowjets ausgerufen. Diese sollte die Macht in der Ukraine an Stelle der Ukrainischen Volksrepublik ausüben. Sitz war Charkow, Leitungsgremium das Allukrainische Zentrale Exekutivkomitee der Sowjets.
Rote Truppen eroberten im Januar 1918 große Teile der Ukrainischen Volksrepublik. Am 9. Februar besetzten sie Kiew.
Am 3. März wurden sie durch deutsche Truppen wieder aus Kiew vertrieben.

## Entstehung und Ende der Ukrainischen Sowjetrepublik
Am 19. März 1918 wurde in Charkow durch den dritten Kongress der Delegierten der Bauern-, Arbeiter- und Soldatenräte die Bildung der Ukrainischen Sowjetrepublik beschlossen. Diese umfasste Teile der östlichen Ukraine um Charkow, einschließlich der vorher aufgelösten Sowjetrepublik Donezk-Kriwoj Rog. Vorsitzender des Zentralen Exekutivkomitees wurde Wolodymyr Satonskyj.
Am 18. April eroberten deutsche Truppen Charkow und beendeten die Existenz der Ukrainischen Sowjetrepublik.